# Operación Mo

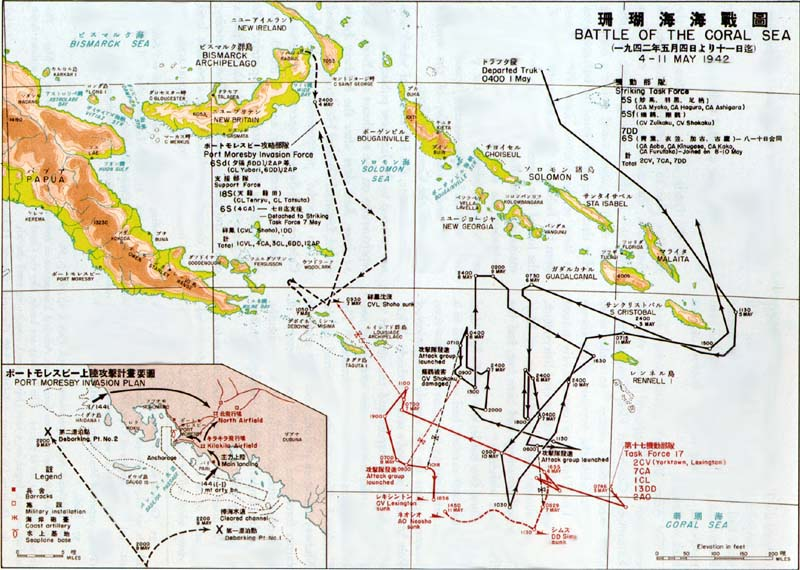
Mapa de la batalla Coreal

La Operación Mo (Mo Sakusen, en japonés), u Operación Puerto Moresby, fue el fracasado plan japonés diseñado para controlar el Territorio de Nueva Guinea durante la Segunda Guerra Mundial, así como otros lugares del Pacífico sur, con el objeto de aislar Australia y Nueva Zelanda de los Estados Unidos, que era su aliado. El plan fue desarrollado por la Armada Imperial Japonesa y dirigido por el Almirante Isoroku Yamamoto, comandante en jefe de la Flota Combinada.